# السات 3
ألسات 3، قمر صناعي جزائري مختصا في مجال الاتصالات الفضائية وسيتيح تغطية كاملة للتراب الوطني، بما فيها البلديات المعزولة أو ذات التضاريس الوعرة، إذ من المنتظر أن يعمل بالتنسيق مع الأقمار الأخرى التي تعمل في مجال الاتصالات.
ويتميز هذا القمر بأنه على عكس الأقمار الجزائرية الأخرى انه خاص الاتصالات والبث التلفزيوني.

## زمن الإطلاق
سيكون إطلاق القمر الصناعي (السات 3) بين سنتي 2017 و2018، وزير البريد وتكنولوجيات الإعلام والاتصال، موسى بن حمادي.
وأوضح الوزير على هامش زيارته إلى ولاية قالمة أن الوكالة الفضائية الجزائرية في صدد تحضير الساتل بإشراف مهندسين جزائريين وبالتعاون مع نظرائهم من البلدان التي تملك تجربة في المجال.
كما أضاف الوزير أن القمر الصناعي السات 3  سيغطي كافة التراب الوطني بما فيها المناطق المعزولة بهدف تحسين الخدمات في مجال تكنولوجيات الاتصال وبالأخص الإنترنت وسيشرف على إطلاقه الرئيس عبد العزيز بوتفليقة.

## مهام القمر
قال التلفزيون الجزائري أنه اشترى بالفعل كل التجهيزات اللازمة لإطلاق هذا المشروع الضخم، بدءا من شاحنات بث رقمية مجهزة بمعدات حديثة من شركة سوني العالمية، حيث سيتم توزيعها على المحطات الخمس التي تضم المحطة الرئيسية بالجزائر العاصمة، حيث يوجد مقر التلفزيون الرسمى، مشيراً إلى أن شراء شاحنات البث الرقمية هي آخر مرحلة قبل إطلاق الباقة الجزائرية المتخصصة التي ينتظرها الجزائريون بشغف كبير.
هذا وسيتم بث عدد من القنوات الإذاعية على القمر الجزائري في نفس وقت إطلاق باقة القنوات التلفزيونية الـ27 بتكنولوجيا عالية، حيث سيعمل على تسهيل نقل الأخبار العالمية في حينها.
الباقة التلفزيونية الجزائرية ستشتمل على التلفزيون الجزائري، الجزائرية الثالثة، قناة القرآن الكريم (الجزائر)، قناة الأمازيغية، كنال ألجيري، الجزائرية وان، الشروق الإخبارية، الشروق تي في، الهداف تي في، الهقار تي في، دزاير تي في، دزاير نيوز، سميرة تي في، سي بي سي بنة، قناة النهار (الجزائر)، كا بي سي (قناة تلفزيونية)، لاندكس تي في، نوميديا نيوز (قناة)، تلفزيون رشاد، تلفزيون بربر، تي في سات، بور تي في، المغاربية (قناة)، المغاربية 2 (قناة)، إي إس إس تيفي، التجارية الجزائرية، بربر الشباب، بربر موسيقى...الخ.
وقال مدير قسم التقنيات الحديثة في حديثه لموقع «ألجيريا برس أون لاين» أن القمر الصناعى الجزائري الثالث من نوعه «السات 3» يتمتع بامتيازات بكونه مخصّصا للاتصالات فقط.

## الانزعاج المصري
انزعجت بعض وسائل الإعلام المصرية من إطلاق هذا الساتل وذهبت الصحف المصرية تكتب هنا وهناك على أن (السات 3) سيشوش على القمر نايل سات، ولكن بعض المسؤولين نفوا هذا الأمر وأكدوا أن الأمر سيقتصر على نقل القنوات الجزائرية السبعة والعشرين من نايل سات إلى القمر الجديد.

## وصلات خارجية
- (بالفرنسية: الموقع الرسمي للوكالة الفضائية الجزائرية)‏